# Tuğba Özerk
Tuğba Özerk (* 4. Juni 1980 in Izmir) ist eine türkische Popmusikerin.

## Karriere
Ihre Musikkarriere begann im Jahr 2002 mit der Veröffentlichung ihres Debütalbums Dün Gibi. Den Durchbruch als Sängerin erreichte sie drei Jahre später mit dem Song Lo Lo Lo. Tuğba Özerk machte außerdem mit nachfolgenden Hits wie Yastık, Doğum Günün Kutlu Olsun oder Patron auf sich aufmerksam. Die im Jahr 2014 veröffentlichte Single Derin Darbe ist ein Cover des italienischen Songs L’italiano von Toto Cutugno. Ab dem Alter von 12 Jahren sang sie als Background-Sängerin für Sezen Aksu. Einige Songs von Aksu hat Tuğba Özerk im Laufe ihrer Karriere erfolgreich gecovert, siehe Kolay Değil und Bu Gece.

## Diskografie

### Alben
- 2002: Dün Gibi
- 2005: Tuğba Özerk
- 2007: Yıkıldı Duvarlarım
- 2009: Aşkın Her Hali
- 2011: Aklımda Sen Varsın
- 2016: Aynı Semtin Çocukları

### Live-Alben
- 2020: Tuğba'dan Akustikler 1 - EP
- 2022: Sezen Aksu Akustikleri, Vol. 1 - EP

### Singles
| - 2002: Aşk Yarası - 2005: Lo Lo Lo - 2006: El Gibi (mit Reha Falay) - 2007: Yastık - 2007: Aşkın Tam Vakti - 2007: Acı Hatıralar - 2008: Zar - 2009: Bitter Çikolata - 2010: Gidesim Geldi - 2010: Hediye - 2011: İlan - 2011: Aklımda Sen Varsın - 2012: Kolay Değil - 2014: Derin Darbe (Original: Toto Cutugno – L'Italiano) - 2015: Bu Gece - 2015: Yalancı Donkişot - 2016: Aynı Semtin Çocukları - 2016: Başkasını Seviyorum | - 2016: Küçük Ayşe/Küçük Asker - 2016: Gitme - 2017: Süslü Günah - 2017: Dersimiz Aşk (mit Özgür Adıgüzel) - 2018: Patron - 2018: Doğum Günün Kutlu Olsun - 2019: Ahirim Sensin - 2019: Aşk Defteri - 2019: Hergele - 2020: Makas - 2021: Koltuklar Kitaplar - 2021: Halaybaşı - 2022: Çalkala - 2023: Sahibinden Satılık - 2023: İhanet - 2024: Sürgün - 2024: İz - 2025: Dertliyim Arkadaş (mit Onur Betin) |

Quelle:

## Filmografie
Filme
- 2015: Can Tertip